# Осадчий Володимир Іванович
Володи́мир Іва́нович Оса́дчий (*28 вересня 1955, с. Добрик, Брасовського району Брянської області, Росія), — український гідролог, гідрохімік, доктор географічних наук, професор, академік НАН України (2024).

## Біографія
Народився в с. Добрик Брасовського району Брянської області (Росія).
1981 року закінчив Київський національний університет імені Тараса Шевченка, географічний факультет, кафедру гідрології та гідрохімії (нині — гідрології та гідроекології).
З 1981 по 1993 рік працював на географічному факультеті Київського національного університету імені Тараса Шевченка в проблемній науково-дослідній лабораторії гідрохімії при кафедрі гідрології та гідрохімії, брав участь в облаштуванні Богуславського гідролого-гідрохімічного стаціонару.
В 1991 році в Гідрохімічному інституті (м. Ростов-на-Дону, Росія) захистив кандидатську дисертацію «Розподіл, накопичення та міграція важких металів в басейні Дніпра» за спеціальністю 11.00.07 — гідрологія суші, водні ресурси, гідрохімія (науковий керівник В. І. Пелешенко).
З 1993 року працює в Українському науково-дослідному гідрометеорологічному інституті — завідувачем лабораторії, завідувачем відділу гідрохімії, від 2000 року — директор інституту.
У 2008 році захистив докторську дисертацію «Методологічні основи дослідження чинників та процесів формування хімічного складу поверхневих вод України».

## Наукові досягнення
Зробив значний внесок у розвиток теоретичних та прикладних аспектів гідрохімії поверхневих вод, вивчення мікроелементного складу, ГІС-технологій в гідрохімії. Займається також питаннями сучасних змін клімату. Під його керівництвом виконано низку національних та міжнародних наукових гідрометеорологічних проектів.
Учасник комплексних гідрохімічних досліджень басейну Дніпра, водойм-охолоджувачів українських АЕС, водних об'єктів зони відчуження Чорнобильської АЕС.

## Звання та нагороди
- Доктор географічних наук (2008)
- Член-кореспондент НАН України (2010)
- Академік НАН України (2024)
- Лауреат державної премії з науки і техніки 2017 р. за роботу «Оцінка, прогнозування та оптимізація стану водних екосистем України»[1]

## Науковий доробок
Автор понад 150 наукових праць, серед яких низка монографій, співавтор карт якості поверхневих вод та член редколегії «Національного атласу України» (2007). Головний редактор збірника «Наукові праці Українського науково-дослідного гідрометеорологічного інституту», член редколегії наукового збірника «Гідрологія, гідрохімія і гідроекологія» та деяких інших видань .

### Основні наукові публікації
- Осадчий В. И., Самойленко В. Н., Набиванец Ю. Б. Информационный менеджмент экологического оздоровления международного бассейна Днепра.- К.: Ника-Центр, 2004. — 152с.
- Аналітична хімія поверхневих вод / В. І. Осадчий, Б. Й. Набиванець, Н. М. Осадча, Ю. Б. Набиванець. — К.: Ніка-Центр, 2007. — 455с.
- Гідрохімічний довідник / В. І. Осадчий, Б. Й. Набиванець, Н. М. Осадча, Ю. Б. Набиванець. — К.: Ніка-Центр, 2008. — 320с.
- Клімат Києва / За ред. В. І. Осадчого, О. О. Косовця, В. М. Бабіченко. — К.: Ніка-Центр, 2010. — 655с.
- Хільчевський В.К., Осадчий В.І., Курило С.М. Основи гідрохімії: Підручник [Архівовано 27 серпня 2021 у Wayback Machine.]. [Електронний ресурс]. - К.: Ніка-Центр, 2012. - 312 с. ISBN 978-966-521-559-2
- Хільчевський В. К., Осадчий В.І., Курило С.М. Регіональна гідрохімія України: Підручник [Архівовано 13 липня 2020 у Wayback Machine.]. [Електронний ресурс].– К.: ВПЦ "Київський університет", 2019. - 343 с.  ISBN 978-966-933-035-2